# Robert Nowiński
Robert Nowiński (ur. 24 stycznia 1968, zm. 22 marca 2014) – polski piłkarz ręczny występujący na pozycji skrzydłowego, trener.

## Życiorys
Karierę rozpoczynał w Górniku Sosnowiec. Następnie był zawodnikiem Grunwaldu Ruda Śląska oraz niemieckiego HTC Eutin, z którym występował w Oberlidze i Regionallidze. Po powrocie do Polski grał w Olimpii Piekary Śląskie m.in. na szczeblu ekstraklasy. W 2000 roku przeszedł do Viretu Zawiercie. W 2001 roku pełnił funkcję tymczasowego trenera. W sezonie 2001/2002 został królem strzelców I ligi. W Virecie Nowiński występował do 2005 roku. Następnie zapowiedział zakończenie kariery, do czego jednak nie doszło, jako że objął stanowisko grającego trenera w TSG 1847 Offenbach-Bürgel. W 2008 roku wrócił do Viretu, zostając grającym trenerem. W grudniu 2009 roku został zwolniony z funkcji trenera.
Z wykształcenia był nauczycielem.